# Chen Yiwen
Chen Yiwen (chinesisch 陳藝文 / 陈艺文, Pinyin Chén Yìwén; * 15. Juni 1999 in Hainan) ist eine chinesische Wasserspringerin.

## Erfolge
Chen Yiwen trat zunächst im Kunstspringen vom Ein-Meter-Brett an und gewann in dieser Disziplin ihre erste internationale Medaille bei den Asienspielen 2018 in Jakarta, wo sie die Silbermedaille hinter Wang Han gewann. Bereits im Jahr darauf wurde sie in Gwangju vom Ein-Meter-Brett Weltmeisterin. Nach der COVID-19-Pandemie wechselte Chen aufs Drei-Meter-Brett. Bei den Weltmeisterschaften 2022 in Budapest schloss sie sowohl den Wettbewerb im Kunstspringen als auch den Wettkampf mit Chang Yani im Synchronspringen auf dem ersten Platz ab. Beide Titel verteidigte sie erfolgreich bei den Weltmeisterschaften 2023 in Fukuoka. Darüber hinaus gewann sie in beiden Disziplinen die Goldmedaille bei den 2023 ausgetragenen Asienspielen 2022 in Hangzhou. Im Synchronspringen war erneut Chang Yani ihre Partnerin.
2024 wurde Chen mit Chang Yani in Doha zum dritten Mal in Folge im Synchronspringen vom Drei-Meter-Brett Weltmeisterin. Im Kunstspringen musste sie sich hingegen ihrer Synchronpartnerin geschlagen geben und belegte dieses Mal den zweiten Platz. Mit ihren Resultaten bei den Weltmeisterschaften qualifizierte sie sich für beide Disziplinen bei den Olympischen Spielen 2024 in Paris. Dort gelang es ihr im Kunstspringen nach ersten Plätzen in der Vorrunde und im Halbfinale, auch im Finaldurchgang der besten Acht das Topergebnis zu erzielen. Sie wurde mit 376,00 Punkten deutlich Olympiasiegerin und verwies die Australierin Maddison Keeney mit 343,10 Punkten auf den zweiten und Chang Yani mit 318,75 Punkten auf den dritten Platz. Auch im Synchronspringen vom Drei-Meter-Brett platzierte sich Chen, die mit Chang Yani an den Start ging, klar vor der restlichen Konkurrenz. In jedem einzelnen der sechs Sprünge erzielten Chen und Chang die höchste Wertung und gewannen den Wettbewerb mit 337,68 Punkten, womit Chen ein zweites Mal Olympiasiegerin wurde. Auf Rang zwei folgten die US-Amerikanerinnen Sarah Bacon und Kassidy Cook mit 314,64 Punkten, Rang drei belegten die Britinnen Yasmin Harper und Scarlett Mew Jensen mit 302,28 Punkten.